# Storm Corrosion
Storm Corrosion es una colaboración musical compuesta por Mikael Åkerfeldt de la banda de metal progresivo sueca Opeth junto a Steven Wilson, un solista inglés y líder de la banda de rock progresivo Porcupine Tree. Ârkerfeldt y Wilson empezaron una colaboración musical duradera en 2001 cuando Wilson estaba produciendo el quinto álbum de estudio de Opeth, Blackwater Park. Ambos empezaron a escribir juntos para un nuevo proyecto en 2010, lanzando su primer auto-titulado álbum de estudio el 8 de mayo de 2012 a través de Roadrunner Records. 
Tras un éxito en las críticas, Storm Corrosion marcó un cambio de paradigma para Mikael y Steven.  Evitando que el proyecto se convirtiera en un supergrupo de metal progresivo, los dos integrantes decidieron usarlo como una oportunidad para explorar su lado musical más esotérico, incluyendo Comus y Scott Walker. Actualmente no hay ninguna gira programada en apoyo a su homónimo álbum. 

## Historia

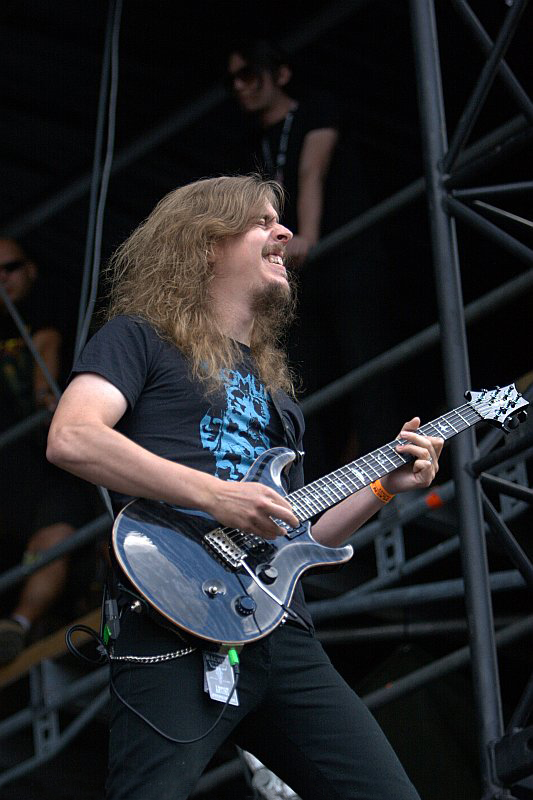
Mikael Åkerfeldt in 2006.

### Formación
Mikael Åkerfeldt se interesó por Steven Wilson a mediados de los años 90', tras escuchar el álbum The Sky Moves Sideways. de Porcupine Tree gracias a su amigo, Jonas Renkse. Âkerfeldt se enamoró instantáneamente del grupo, considerando la experiencia como un despertar. Empezó a idolatrar a Wilson, pero evitaba ponerse en contacto con él. Años más tarde, Âkerfeldt recibió un correo de Wilson, al que le fue entregado una copia del álbum Still Life de Opeth de la mano de un periodista francés. Steven, fan del metal extremo, escuchó el CD durante una prueba de sonido y quedó impresionado. Los dos acabaron quedando para cenar en Londres, donde Mikael le pidió a Steven que produjera el próximo álbum de Opeth. En la misma cena fue cuando hablaron por primera vez de una posible colaboración.
Tras su reunión en Londres, comenzaron un proyecto musical de larga duración. Wilson acabó produciendo tres álbumes de Opeth – Blackwater Park, Deliverance, y Damnation –  y mezcló el álbum Heritage de los mismos. Porcupine Tree junto con Opeth encabezaron el tour norteamericano en el verano de 2003. En 2005, Mikael contribuyó con voz y guitarra a Deadwing, el octavo CD de Porcupine Tree. A pesar de que la colaboración entre ellos dos se estableciera en 2006, no fue hasta el año 2010 que empezaron a escribir música juntos, de manera irregular. Inicialmente, el batería de Dream Theater, Mike Portnoy, iba a formar parte del grupo, pero tanto Mikael como Steven creyeron que no había demasiado espacio para la batería en sus composiciones.  A principios de 2011, Storm Corrosion fue anunciado como el título del proyecto.

## Discografía
| Año  | Álbum                                                                                 | Mayor posición en las listas | Mayor posición en las listas |
| Año  | Álbum                                                                                 | RU,                          | EE. UU.                      |
| ---- | ------------------------------------------------------------------------------------- | ---------------------------- | ---------------------------- |
| 2012 | Storm Corrosion - Fecha de publicación: 7 de mayo de 2012 - Sello: Roadrunner Records | 45                           | 47                           |